# 韋廣
韋廣（1395年—1460年），壮族，广西宜山县人，明朝政治人物、进士出身。

## 生平
宣德二年，登进士二甲第四名。宣德七年，授任监察御史。